# かしわざき市民活動センターまちから
かしわざき市民活動センターまちから（かしわざきしみんかつどうセンターまちから）は、新潟県柏崎市西本町にある市民活動施設。
1938年（昭和13年）に柏崎公会堂（かしわざきこうかいどう）として建設された建物をリノベーションし、2015年（平成27年）11月5日に開館した。2007年7月31日には「喬柏園（旧柏崎公会堂）」という名称で国の登録有形文化財に登録されている。市民や企業、地域コミュニティ、学校、行政などが集い、交流し、つながり合うことで、地域課題の解決などを協力して行うための「まちづくりの推進拠点」である。

## 歴史
柏崎県柏崎出身の実業家である高橋忠平はシンガポールで呉服商として財を成し、1932年（昭和7年）に新潟県刈羽郡柏崎町に帰郷した。1933年（昭和8年）5月には邸宅・庭園とその維持費1万円を柏崎町に寄付し、同年6月に死去した。1937年（昭和12年）7月には妻サワが公会堂建設のために17万円を寄付し、1938年（昭和13年）10月には隣地も公園用地として寄付した。柏崎町は1938年3月に柏崎公会堂の工事に着工し、12月に竣工式を開催、1939年（昭和14年）1月に開館式を開催して一般公開した。この際には高橋忠平・高橋サワ夫妻の銅像も建立している。施行は清水組（現・清水建設）であり、設計は清水組設計部。
開館後には公会堂として使用されたが、太平洋戦争の際には帝国石油本社が事務所として使用し、塔屋は見張り台になったとされている。戦後には、消防署の火の見櫓、柏崎市議会の議場（1955年-1968年）、柏崎市中央公民館、仮図書館、科学技術教育センター、青少年健全育成センター、柏崎市教育委員会事務所（柏崎市埋蔵文化財センター）などに使用された。2007年7月31日には「喬柏園（旧柏崎公会堂）」という名称で国の登録有形文化財に登録された。2015年にはリノベーション工事を行い、2015年（平成27年）11月5日にかしわざき市民活動センターまちからが開館した。

## 施設
2007年（平成19年）7月16日に発生した新潟県中越沖地震の資料や情報などを集めた中越沖地震情報ルーム・中越沖地震シアターが設置されている。
- 交流・活動ルーム1
- 交流・活動ルーム2
- 交流・活動ルーム3
- 相談窓口
- 中越沖地震シアター
- 中越沖地震情報ルーム
- 特別展示室

## 利用案内
- 利用時間
  - 9:30-21:00
  - 中越沖地震メモリアル部分は9:30-17:00
- 利用料金
  - 全館をフリースペースとして無料開放している。
  - 交流・活動ルーム2（夜間のみ）、交流・活動ルーム3を貸切で利用する場合は有料である。
- 休館日
  - 毎週火曜日（火曜日が祝日の場合は、翌平日）
- アクセス
  - JR信越本線・越後線柏崎駅から徒歩15分
  - 市街地循環バスかざぐるま「市民活動センター前」停留所から徒歩